# Conservatoire à rayonnement départemental de Vannes
 (décembre 2023).
Le conservatoire de Vannes est un conservatoire à rayonnement départemental situé à Vannes et contrôlé par l’État. Il est fondé en 1908 par Lucien Laroche. Il est aujourd’hui financé par la ville de Vannes, le conseil général du Morbihan et le conseil régional de Bretagne.
Le Conservatoire propose des parcours en musique, musique ancienne, traditionnelle, actuelles, ainsi qu'en théâtre et en arts plastiques. Il propose également des ateliers d'éveil en musique, théâtre et arts plastiques à partir de 5 ans.
Il est compétent sur un territoire allant de Pontivy à Sarzeau et a pour mission de former et d'accompagner les chanteurs amateurs. Parmi les musiciens y ayant suivi une formation figure l'électro-shaman Pascal Lamour.

## Histoire
Le terrain est donné au début du XVIIe siècle aux Carmes déchaussés par Jean Morin (le président du Présidial) et son épouse Jeanne Huteau. Les moines y font bâtir en 1629 une première église, puis, dès l'année suivante, les premiers bâtiments conventuels, comprenant les communs des moines et un cloître. Constatant des faiblesses architecturales au début du XVIIIe siècle, décision est prise de démolir, puis reconstruire l'église au même emplacement. Cette deuxième construction, effectuée par l'entrepreneur Bertrand Le Hen, s'achève en 1737 — le chœur étant par ailleurs encore reconstruit en 1865.
Saisi à la Révolution, alors qu'il n'est plus occupé que par 12 religieux, il est racheté par Joseph Guyot. Passant entre plusieurs mains, il finit par être acquis par la ville de Vannes. Elle y installe un musée (jusqu'en 1945), puis un collège. Il change une dernière fois de destination, lorsque l'école nationale de musique s'y installe en 1981.

## Directeurs successifs
- John-Richard Lowry - 1981 à 1987
- Joël Doussard - 1987 à 2000
- Jean-Christophe Marchand - 2000 à 2002
- Reynald Parrot - 2002 à 2008
- Jean-Yves Fouqueray - 2008 à 2018
- Mathieu Gauffre - 2018 à 2022
- Elisabeth Marchand - depuis 2022